# Lotten Almlöf
Ej att förväxla med skådespelaren Charlotta Almlöf, gift med hennes makes farbror.
Lotten Almlöf, egentligen Eva Charlotta Almlöf, född Jacobsson 24 december 1846 i Köping, död 24 juni 1945 i Stockholm, var en svensk skådespelare. I rollen som änkekonsulinnan Silverdahl medverkade hon 1920 i den svenska stumfilmen Robinson i skärgården: En nästan sann händelse i fyra kapitel.

## Biografi
Almlöf var dotter till handlanden Lars Gustaf Jacobsson i Köping och hans hustru Maria Nicaphoria Hallman. Hon gifte sig i Uppsala 1877 med järnvägsingenjören Abel Nicolaus Almlöf med vilken hon hade två barn, telegrafisten Eva Almlöf och jägmästaren Nils Almlöf. Hennes man var brorson till skådespelaren Nils Almlöf och kusin till skådespelaren Knut Almlöf.